# Carlos Vinícius Santos de Jesus
Carlos Vinícius Santos de Jesus mais conhecido como Carlinhos (Camacan, 22 de junho de 1994), é um futebolista brasileiro que atua como meia e ponta-direita. Atualmente joga no Portimonense.

## Carreira
Carlinhos iniciou sua carreira pelo Desportivo Brasil. Foi emprestado em 2012 para o Bayer 04 Leverkusen. Em 8 de novembro de 2012, ele fez sua estréia pelo Bayer em um jogo da Liga Europa contra o Rapid Wien. Após a pausa de inverno, ele foi emprestado para Jahn Regensburg, time da 2. Bundesliga.
No final da temporada 2012/13, ele retornou ao Brasil, onde foi contratado pelo Internacional para disputa do Campeonato Brasileiro. No início de 2015, Carlinhos transferiu-se para o Atlético Monte Azul, que o emprestou imediatamente ao Red Bull Brasil até o final do Campeonato Paulista daquele ano.
No segundo semestre de 2015, o meia ofensivo foi emprestado ao Fussball-Club Aarau por uma temporada, seguido de um empréstimo de um semestre  ao FC Thun, ambos da Suíça. Após a primeira rodada da temporada 2016/17, foi vendido ao Estoril de Portugal. Em agosto de 2017, ele foi vendido por 2 Milhões de Euros para o Standard Liège da Bélgica.
A vida de Carlinhos foi gravada no documentário Mata Mata.

### Guarani
Em janeiro de 2019 foi emprestado ao Guarani para a disputa do Campeonato Paulista de Futebol de 2019 - Série A1. Por conta de uma lesão, Carlinhos disputou apenas 6 partidas pelo clube de Campinas. Após o estadual, Carlinhos foi novamente emprestado pelo clube belga, dessa vez ao Vitória de Setúbal para a temporada 2019-20 da Liga Portuguesa .

### Vasco da Gama
Após uma boa temporada pelo Vitória de Setúbal, no dia 5 de agosto de 2020, Carlinhos assina sem custos com o Vasco da Gama, por 3 temporadas. Fez sua estreia pelo cruz-maltino entrando no final da goleada por 3–0 sobre o Ceará na Arena Castelão. Com poucos minutos em campo, Carlinhos deu a assistência para o gol derradeiro da partida, marcado por Lucas Ribamar, que colocou o Vasco na liderança do Brasileirão. 

#### Rescisão
Em 18 de maio de 2021, Carlinhos teve seu contrato rescindido com o Vasco da Gama, em comum acordo.

## Títulos
Standard Liège
- Copa da Bélgica: 2018